# Hẻm núi Horseshoe (Alberta)

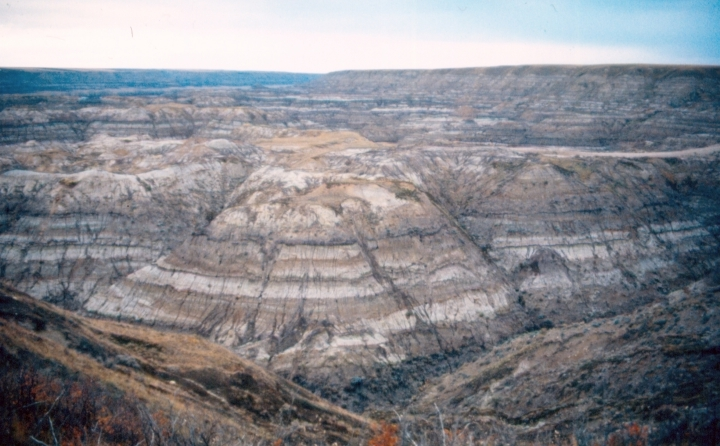
Hẻm núi Horseshoe

Hẻm núi Horseshoe là một khu vực đất đá lởm chởm, được bao quanh là đồng cỏ tại tỉnh Alberta, Canada. Nó nằm ở khoảng 17 km về phía tây của Drumheller, dọc theo đường cao tốc số 9.
Tên gọi của hẻm núi này có nghĩa là "móng ngựa" do hình dạng của nó giống như một chiếc móng ngựa, dài khoảng 3 km, trải dài từ Đường cao tốc số 9 tới khu vực Kneehill Creek. Nó là nguồn gốc cho tên gọi thành hệ hẻm núi Horseshoe.